# Умнуделгер
Умнуделгер (монг. Умнудэлгэр) — сомон аймаку Хентій, Монголія. Площа 8,9 тис. км², населення 3,8 тис. Центр сомону селище Айргийн енгер лежить за 270 км від Улан-Батора, за 130 км від міста Ундерхаан.

## Рельєф
Гориста поверхня. Гори Іх Хентий (2362 м), Делгер Хан (2111 м) та інші. Річки Минж, Тенун, Мурун, Хурх, Барх, Жаргалант, озера Хангал, Хар, Хух та інші.

## Клімат
Клімат різко континентальний. Щорічні опади в горах 500 мм, на рівнині 300—400 мм середня температура січня −22°-23°С, середня температура липня +14°С на півночі, +16°+18°С на півдні та сході.

## Природа
Водяться лисиці, вовки, тарбагани, ведмеді, соболі, олені, лосі, корсаки, манули, зайці, вивірки.

## Корисні копалини
Родовищазолота, олова, свинцю, дорогоцінного каміння, залізної руди, кам'яного вугілля, будівельної сировини.

## Пам'ятник
Є пам'ятник народному герою Х. Дамбі.

## Соціальна сфера
Є школа, лікарня, сфера обслуговування, виробництво та деревообробка, будинки відпочинку.